# Villarreal de San Antonio
Villarreal de San Antonio (en portugués: Vila Real de Santo António) es una ciudad portuguesa localizada en el Distrito de Faro, en la región del Algarve, con un población de alrededor de 20 000 habitantes.
La localidad portuguesa es capital del municipio del mismo nombre, el cual cuenta con una superficie de 57,53 km², y una población total de 18 825 habitantes (2021). Su término municipal está dividido a su vez en tres freguesias. Se trata de uno de los pocos municipios de Portugal territorialmente discontinuos, ya que se divide en una parte occidental, la freguesia de Vila Nova de Cacela, y una parte oriental, donde están la capital del municipio homónimo (Villarreal) y Monte Gordo. 
El alcades del municipio de Villareal de San Antonio es Álvaro Araújo (PS).

## Geografía
La parte oriental limita al norte y oeste con el municipio de Castromarín, al este con el río Guadiana, que marca la frontera con España, y al sur con el océano Atlántico; la parte occidental limita al norte y al este con el municipio de Castromarín, al oeste con el municipio de Tavira y al sur con el océano Atlántico.

### Demografía
| Gráfica de evolución demográfica de Villa Real de San Antonio entre 1864 y 2021 |
|                                                                                 |
| Datos según el nomenclátor publicado por el INE portugués.                      |

### Freguesias

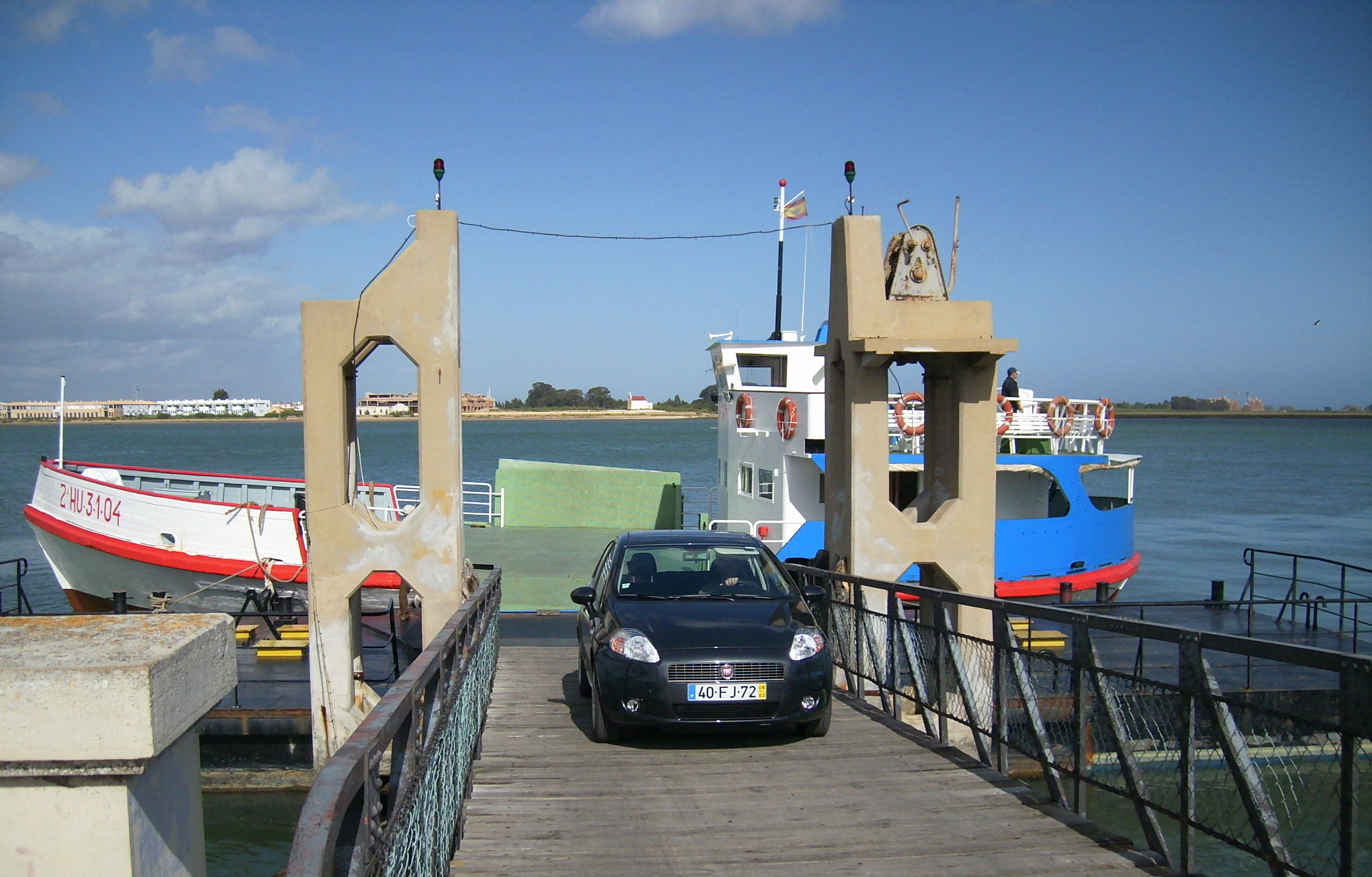
Transbordador a Ayamonte

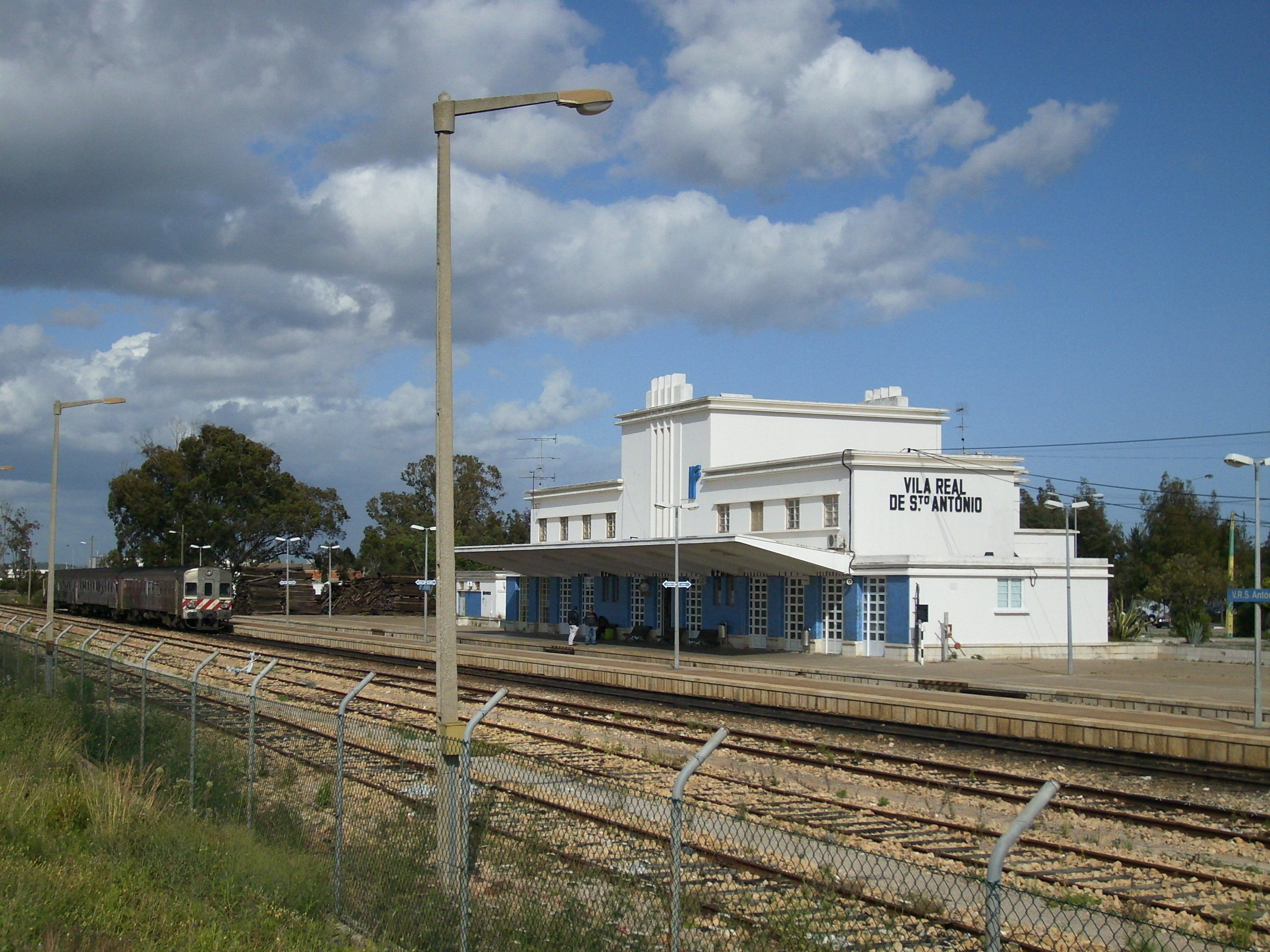
Estación de ferrocarril

Las freguesias de Villarreal de San Antonio son las siguientes:
- Monte Gordo
- Vila Nova de Cacela
- Vilarreal de San Antonio

### Transportes
Cuenta con estación de Rodoviarias (autobuses), así como de los Comboios de Portugal que unen la ciudad con el resto de la red portuguesa mediante la línea Villarreal-Lagos.
El puerto dispone de un servicio de transbordador a la cercana localidad española de Ayamonte, con una frecuencia horaria, de manera que cada media hora zarpa un barco desde Villarreal en dirección a Ayamonte y en dirección contraria, desde Ayamonte en dirección a Vilarreal. Antes de la fecha de ingreso de España y Portugal en la Unión Europea y de la firma del tratado de Schengen, en este puerto había un puesto fronterizo internacional.

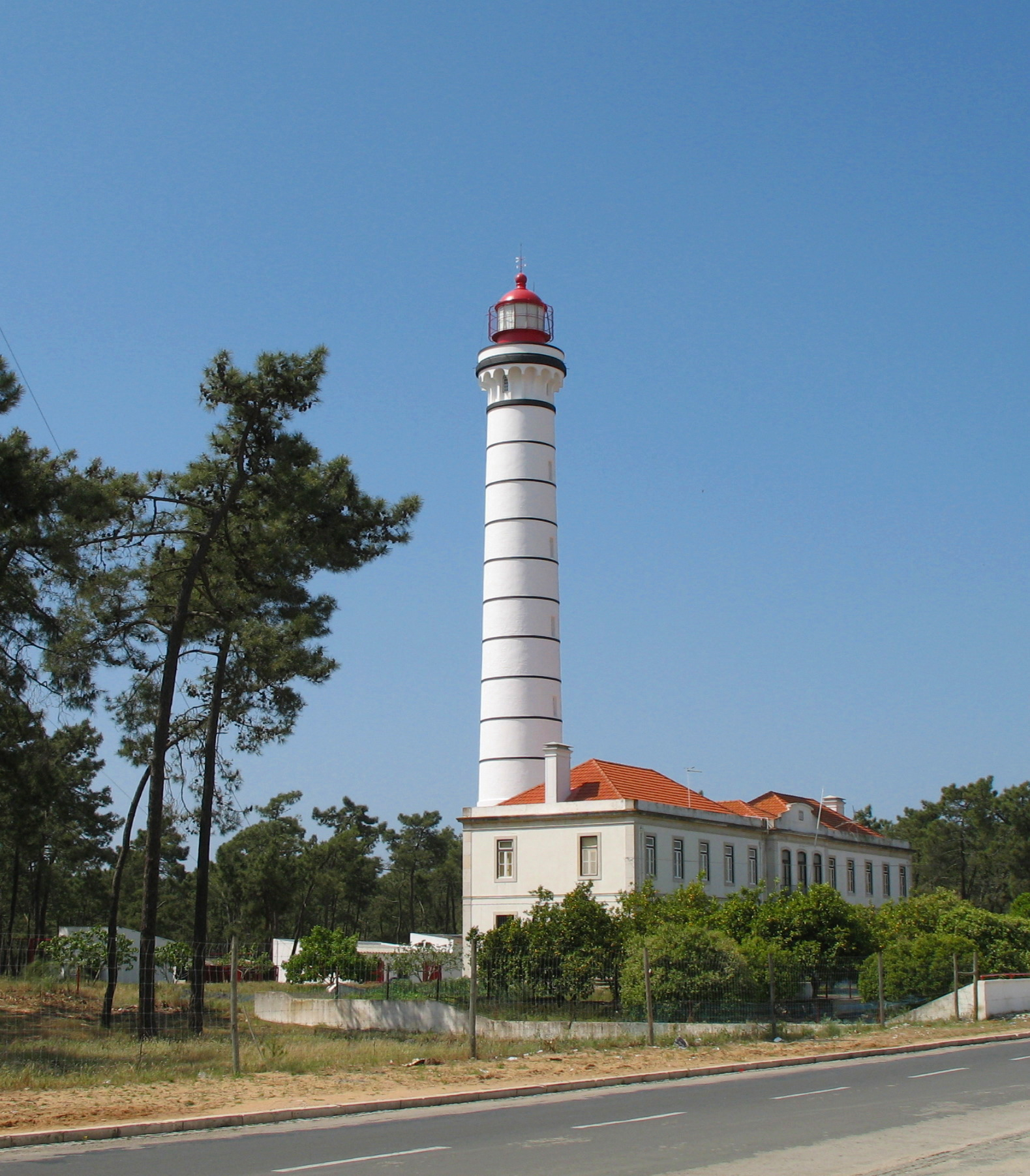
Faro.

## Historia
La construcción de Villarreal de San Antonio fue planificada a finales del siglo XVIII por el Marqués de Pombal, como garantía de poblamiento y centralización de la pesca junto a la frontera española, tuvo que competir en el ámbito de la pesca con el recién creado puerto, a manos de pescadores del levante español, de La Higuerita (1756, actual Isla Cristina), y sucedió a una antigua villa de pescadores llamada San Antonio de Arenilla. Su planta presenta una estructura de cuadrilátero regular, al igual que la Baixa de Lisboa.

## Patrimonio
- Calzada pombalina, la más larga del Algarve.
- Iglesia de Nuestra Señora de la Asunción
- Fortaleza de Cacela

## Deporte
El Lusitano VRSA, equipo de fútbol del Campeonato Regional de Algarve, es oriundo de la ciudad.